# 荨麻叶巴豆
荨麻叶巴豆（学名：Croton urticifolius）为大戟科巴豆属下的一个变种。

## 扩展阅读
維基物種上的相關：荨麻叶巴豆